# 삼프로TV
삼프로TV는 2019년 출범한 대한민국의 민간 경제 전문 유튜브 채널로, 전통적인 방송 매체에 비해 유연하고 심층적인 콘텐츠 구성을 통해 개인 투자자와 일반 대중에게 다양한 금융·경제 정보를 전달하는 역할을 수행하고 있다. 이 채널은 김동환, 이진우 등을 중심으로 구성된 진행자와 경제 전문가들이 참여하는 구조로 운영되며, 시사 이슈를 포함한 거시경제, 금융시장 분석, 증권 및 주식 정보, 기업 인터뷰, 해외 리포트 등의 콘텐츠를 정기적으로 제작하고 있다. 특히 기존 지상파나 경제전문방송이 다루지 못하거나 다루지 않는 분야를 비교적 자유롭게 조명함으로써 특정 투자자층과 정책 소비자들의 시청 수요를 충족시키고 있으며, 단일 프로그램이라기보다는 하나의 플랫폼처럼 다양한 프로그램이 병렬적으로 편성되어 있다.
삼프로TV는 특정 시기마다 정치인이나 기업인을 초청해 심층 인터뷰를 진행하는데, 이러한 기획은 채널의 영향력을 더욱 확대시키는 계기가 되었다. 대표적인 사례로 2021년 대통령 선거를 앞두고 더불어민주당 후보였던 이재명이 출연하여 기본소득, 국토보유세, 부동산 세제, 성장전략 등에 대한 입장을 비교적 직접적으로 피력하였으며, 당시 방송은 각종 커뮤니티와 언론에서 광범위하게 인용되고 논의되었다. 이후 2025년 2월에도 이재명은 다시 삼프로TV에 출연해 이전과는 다소 달라진 경제정책 기조를 설명하였고, 상속세 및 근로소득세의 개편 필요성과 정부 주도 성장 전략의 종말을 언급하는 등 실용주의적 경제관을 표명하였다. 이러한 인터뷰는 단순한 메시지 전달을 넘어 유권자 대상 정책 설명의 수단으로 기능했으며, 정치인이 경제 유튜브 플랫폼에 출연해 의제를 형성하는 새로운 정치 커뮤니케이션 방식으로 평가되었다.
이 채널은 유튜브 외에도 자체 앱과 팟빵 등 팟캐스트를 통해 유료 및 무료 콘텐츠를 병행 운영하고 있다. 자체 애플리케이션에서는 강의 중심의 프리미엄 서비스를 유료로 제공하며, 전문가와의 실시간 질의응답, 시장 브리핑, 세미나 재방영 등 단순 소비형 영상 이상의 콘텐츠를 구축해왔다. 이러한 운영 방식은 경제 콘텐츠의 수직적 확장 모델로 간주되며, 이용자 기반의 다양성과 충성도를 높이는 전략으로 해석된다.
삼프로TV는 정치인뿐만 아니라 경제학자, 현직 펀드매니저, 데이터 전문가, 글로벌 애널리스트 등을 초청해 시장 전망과 투자 전략을 공유하는데, 이 과정에서 파생되는 정보가 국내 개인투자자층의 여론과 심리에 일정 부분 영향을 미치기도 한다. 특히 증시의 변동성 국면에서는 특정 전문가의 발언이나 기업 분석이 금융 커뮤니티를 통해 광범위하게 전파되며, 실질적인 투자 결정에도 영향을 줄 수 있는 구조가 형성되어 있다. 방송의 영향력이 커지면서, 기업이나 정치인의 메시지 전달 창구로도 삼프로TV가 선택되는 경향이 증가하였다.
한편, 삼프로TV는 경제교육 및 창업지식 확산을 위한 오프라인 프로그램도 진행하고 있으며, 2025년에는 온라인 경제미디어 아웃스탠딩과 공동으로 ‘앙트러프러너십 칼리지’라는 이름의 강연 프로그램을 개설하였다. 이 프로그램은 10명의 실전 창업가를 강사로 초청해 예비 창업자들에게 현장 중심의 조언과 네트워킹 기회를 제공하는 것을 목표로 하며, 조찬 모임, 강연, 현장 질의응답으로 구성된 10주 과정으로 운영되고 있다. 이 협업은 미디어 플랫폼이 단순 정보 전달을 넘어, 실질적 경제 주체를 대상으로 한 교육 및 네트워크 구축 영역으로 확장되고 있는 사례로 언급된다.